# Eduardo Bertrán Rubio
Eduardo Bertrán Rubio (Zaragoza, 1838 - Barcelona, 1909) fue un médico y escritor español, uno de los primeros cultivadores de la neurología en España.
Hijo de Marcos Bertrán Pastor, catedrático de Instituciones Médicas en Zaragoza, estudió en Zaragoza, Valencia, Madrid, donde se doctoró, y Barcelona, donde se estableció. Se le considera uno de los pioneros de la neurología en Barcelona y el gran impulsor de la investigación científica. Fue autor de trabajos importantes sobre temas neurólogos, sobre la hipnosis y las neurosis. Iniciador del electrología médica, entre sus publicaciones destaca el importante Electroterapia. Métodos y procedimientos de electrización (1872).
Por iniciativa suya tuvo lugar la histórica sesión experimental del 24 de noviembre de 1896 en la Facultad de Medicina de Barcelona, donde César Comas obtuvo la primera radiografía de España, a sólo 32 días de la demostración pública de Röntgen en Wurzburgo.
Fue secretario de la Real Academia de Medicina y Cirugía de Barcelona desde 1865-1896 y, desde esa fecha hasta 1900, su presidente.
Fue autor de una biografía del doctor Robert (1903) y de algunos libros de cuentos. También publicó noticias médicas en las revistas El Compilador y La Independencia Médica.

## Obra
- ¿Cuál es la educación física y moral de la mujer más conforme a los destinos que le ha brindado la providencia?, tesis doctoral, Madrid, (1863)
- Electroterapia. Métodos y procedimientos de electrización, Barcelona (1872)
- Electroterapia. Algo acerca del tratamiento de las neuralgias por medio de la electricidad, Barcelona (1872)
- Croquis humanos: Cuentecillos y bocetos de costumbres, Barcelona (1881)
- Sobre Hipnotismo y otras cosas, Barcelona (1894)